# Bajnokfalva
Bajnokfalva (románul: Buhani) falu Romániában, a Partiumban, Arad megyében.

## Fekvése
Borossebestől északkeletre, Dézna nyugati szomszédjában fekvő település.

## Története
Bajnokfalva nevét 1441-ben említette először oklevél Baynafalua néven. 1808-ban Bohány, 1913-ban Bajnokfalva néven említették. 
A település egykor a világosi vár aranyági kerületéhez tartozott.
1445-ben Baynokffalwa, 1550-ben a Losonczy család, 1597-ben Kornis család birtoka volt.
1619-ben Bohany néven Jenővár (Borosjenő) vitás birtoka volt.
1910-ben 473 lakosából 10 magyar, 463 román volt. Ebből 6 református, 463 görögkeleti ortodox volt.
A trianoni békeszerződés előtt Arad vármegye Borossebesi járásához tartozott.

## Források

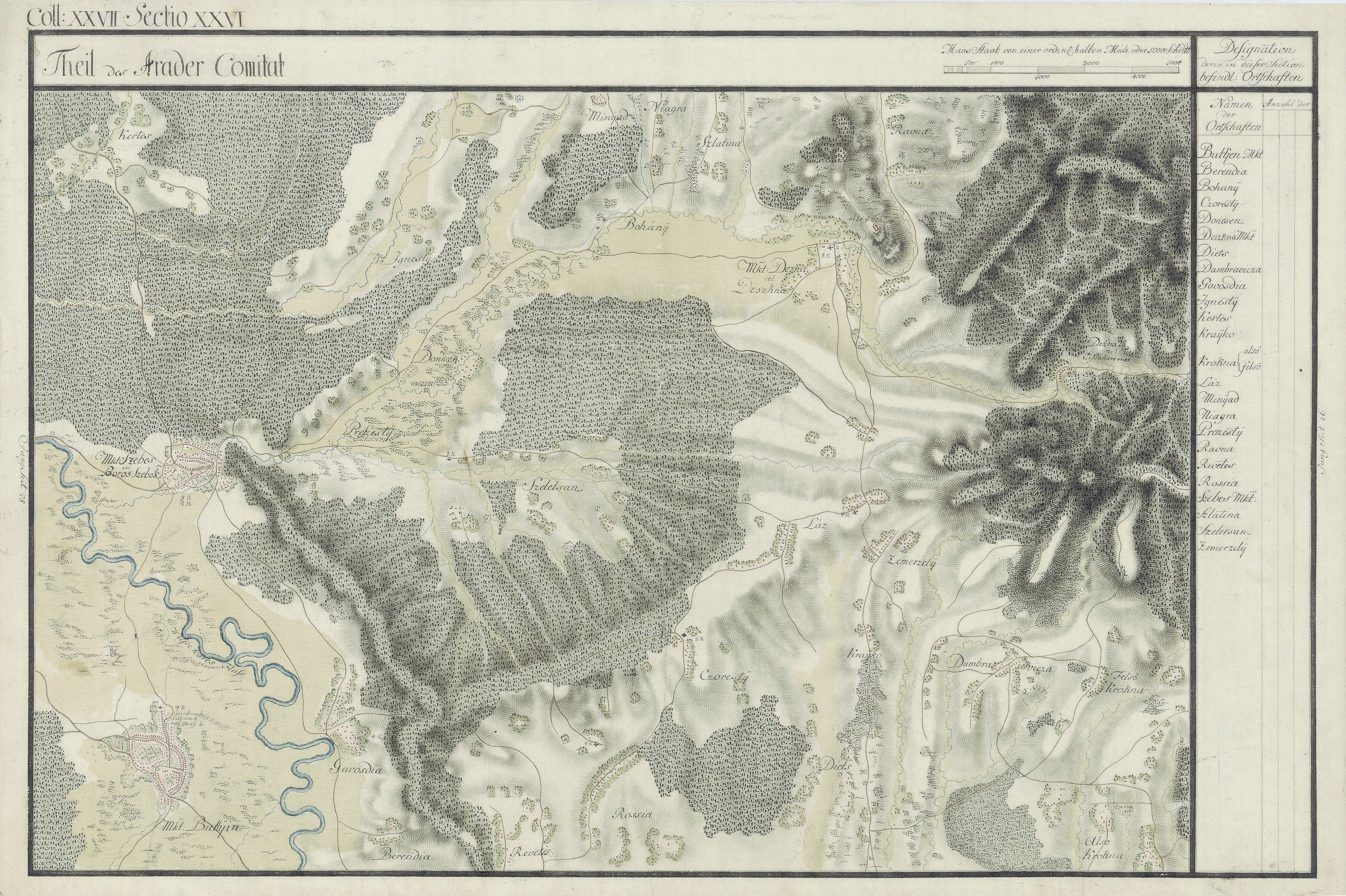
Bajnokfalva a régi térképen